# Herman Antell (donator)

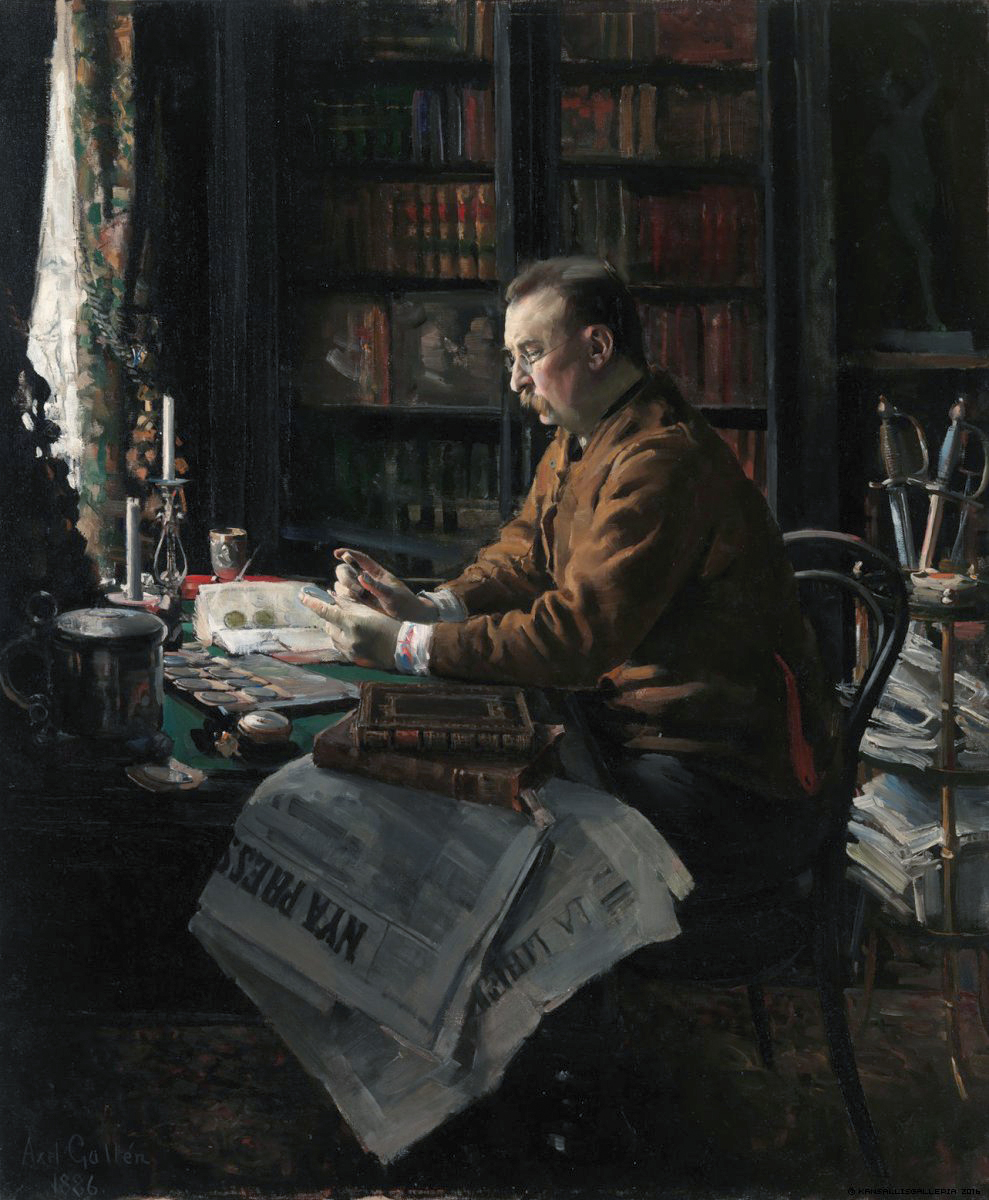
Herman Frithiof Antell (Akseli Gallen-Kallela, 1886)

Herman Frithiof Antell, född 28 maj 1847 i Vasa, död 6 april 1893 i Paris, var en finländsk läkare och donator.

## Biografi
Antell blev filosofie magister 1869 och medicine licentiat 1874. År 1874 ärvde Antell av sin far, kammarrådet Herman Rosenberg, en betydande förmögenhet, vilken han sedan själv avsevärt ökade. Efter att ha inköpt friherre August Wilhelm Stiernstedts till omkring 10 000 stycken uppgående samling av svenska mynt och medaljer fortsatte Antell sina inköp av konstverk, etnografiska föremål, dokument till Sveriges och Finlands historia med mera. 
Genom testamente överlämnade Antell vid sin död alla sina samlingar till Finlands folk och donerade även en stor del av sin förmögenhet till ett finländskt nationalmuseum samt vidare till Helsingfors universitet. De därigenom skapade fonderna benämns efter fadern Kammarrådet Herman Rosenbergs fonder. Av de Antellska samlingarna förvaras konstverken i Ateneum, medan de övriga föremålen bildar stommen i Nationalmuseet i Helsingfors. Över myntsamlingen uppgjorde Antell själv en outgiven katalog, de svenska mynten förtecknades dessutom av Thore Gustaf Appelgren 1906–08. Genom inköp för räntorna på det donerade kapitalet utökades samlingarna betydligt. I Antells testamente gavs även vardera 100 000 finska mark till Nordiska museet i Stockholm och Vitterhetsakademien.